# MyC4
MyC4 er en international ikkestatslig organisation, som formidler mikrokredit via internettet til små virksomheder i  udviklingslande.  MyC4 har 22 ansatte i hovedkontoret, som er beliggende i København, Danmark, og seks ansatte i dets IT udviklingscenter beliggende i Kampala, Uganda. MyC4 finansieres ved hjælp af investeringer fra sine brugere og gennem partnerskaber med virksomheder og andre organisationer.
Indtil videre har mere end 7.000 investorer fra mere end 70 lande investeret mere end 4 millioner Euro i mere end 2.500 virksomheder i fem afrikanske lande – Uganda, Kenya, Elfenbenskysten, Rwanda og Ghana. I juni måned 2008 fordeltes kreditter for mere end 700.000 Euro.
En af MyC4's grundlæggere, Kjaer Group A/S, har erhvervet medlemskab af initiativet United Nations Global Compact.
MyC4 har været omtalt i svensk fjernsyn og dansk radio og fjernsyn. 

Pr 1 juni 2019 er MyC4 nedlagt og hjemmesiden myc4.com er nedlagt